# Děnis Afinogenov
Děnis Afinogenov (* 15. března 1974, Ufa, SSSR) je bývalý ruský profesionální hokejista.

Hrál na pozici levého křídla převážně v ruských soutěžích, v zahraničí nastupoval také v české i slovenské lize, nebo v zámořské nižší lize UHL. Od ledna 2016 je hlavním trenérem účastníka ruské ženské profesionální ligy Agideľ Ufa.

## Hráčská kariéra
- 1992–1997 Salavat Julajev Ufa
- 1997–1998 HC Chemopetrol Litvínov
- 1998–1999 Muskegon Fury UHL, Torpedo Jaroslavl
- 1999–2002 Lada Togliatti
- 2002–2004 Salavat Julajev Ufa
- 2004–2005 Viťaz Čechov
- 2005–2006 HC Slovan Bratislava, Metallurg Novokuzněck, Torpedo Nižnij Novgorod

## Trenérská kariéra
- 2016–dosud Agideľ Ufa (ženy)